# Jelte Krijnsen
Jelte Krijnsen (Bolsward, 12 mei 2001) is een Nederlands wielrenner.

## Carrière
Krijnsen reed tussen 2019 en 2023 wisselend bij verschillende amateurploegen. In 2024 maakte hij de overstap naar de Nederlandse wielerploeg Parkhotel Valkenburg, dat op continentaal niveau uitkwam. Namens deze ploeg won hij in april de derde etappe in de Ronde van Loir-et-Cher. In een sprint om de etappezege troefde hij onder andere de Zweed Jakob Söderqvist af, die tweede werd. Datzelfde jaar werd Krijnsen vierde in de Fyen Rundt en de GP Herning. Eveneens op Deense bodem behaalde hij later zijn eerste professionele zege. In de Ronde van Denemarken was hij in de vierde etappe zeventien seconden sneller bij de eindstreep dan de Noor Anton Stensby. In dezelfde week won hij, als stagiair bij het Zwitserse Q36.5 Pro Cycling Team, in België de Druivenkoers-Overijse.

## Overwinningen
2024
3e etappe Ronde van Loir-et-Cher
4e etappe Ronde van Denemarken
Druivenkoers-Overijse
5e etappe Ronde van het Taihu-meer
Eind- en jongerenklassement Ronde van het Taihu-meer

### Resultaten in voornaamste wedstrijden
|      | \| Jaar \| Ronde van Vlaanderen \| Parijs-Roubaix \| \| ---- \| -------------------- \| -------------- \| \| 2025 \| 63e \| opgave \| |                |
| Jaar | Ronde van Vlaanderen | Parijs-Roubaix |
| 2025 | 63e | opgave         |

## Ploegen
- 2024 –  Parkhotel Valkenburg
- 2024 –  Q36.5 Pro Cycling Team (stagiair vanaf 1 augustus)
- 2025 –  Team Jayco AlUla

Abreha · Azparren · Badilatti · Brambilla · Calzoni · Camprubi · Christen · Colombo (vanaf 1/8) · Conca · de la Cruz · Devriendt · Donovan · Fancellu · Frison · Hagen · Howson · Ludvigsson · Małecki · Monk · Moschetti · Nizzolo · Parisini · Rosskopf · Sajnok · Steimle · Townsend · Whelan · Zukowsky · Krijnsen (stagiair) · Sommer (stagiair)